# Francisco Antunes Ferreira da Luz
Francisco Antunes Ferreira da Luz (Porto Alegre, 1853 — Rio de Janeiro, 1896) foi um médico, jornalista e escritor brasileiro.
Seu pai, o médico Antônio Antunes da Luz, era passageiro do navio Marquês de Olinda no Mato Grosso, que foi apresado pelas tropas paraguaias de Solano López, no episódio que deu início à Guerra do Paraguai. A tripulação e passageiros foi enviada à prisão, onde todos, sem exceção, sucumbiram à fome e aos maus tratos.
Órfão muito cedo, dedicou-se aos estudos e literatura. Foi sócio da Sociedade Partenon Literário‎, onde publicou diversos textos em sua revista e na Murmúrios do Guaíba.
Mudou-se para o Rio de Janeiro, onde formou-se na Faculdade de Medicina.